# Haniffia
Genre
Classification APG III (2009)
Haniffia est un genre de plantes à fleurs de la famille des Zingiberaceae originaire des forêts des plaines de la péninsule malaise.

## Liste des espèces et variétés
Selon World Checklist of Selected Plant Families (WCSP) (13 sept. 2011) :
- Haniffia albiflora K.Larsen & J.Mood (2000)
- Haniffia cyanescens (Ridl.) Holttum (1950)
  - variété Haniffia cyanescens var. cyanescens
  - variété Haniffia cyanescens var. penangiana C.K.Lim (2000)
- Haniffia flavescens Y.Y.Sam & Julius, (2009).

## Liste d'espèces
Selon NCBI (18 juil. 2010) :
- Haniffia albiflora
- Haniffia cyanescens